# Carrière de Bellignies

La Carrière de Bellignies, ou Carrière de Bettrechies pour les géologues, est un site carrier exploité par la Société d'exploitation des Carrières de Bellignies (SECAB), du groupe Gagneraud.
C'est également un site géologique remarquable abritant une biodiversité intéressante.

## Histoire du site
À la fin du XIXe siècle, la pierre était déjà extraite à cet emplacement pour être transformée en chaux puis en ciment Portland par la Société des carrières et fours à chaux de Bettrechies, devenue par la suite Société des ciments de Bettrechies. Elle cessa son activité en 1930.

## Exploitation
En 1970, profitant de la construction de l'autoroute A2, la SÉCAB (Société d'exploitation des carrières de Bellignies) est créée pour exploiter le gisement.
Aujourd'hui, la carrière mesure 700 m de long, 200 m de large et 120 m de profondeur. 1 million de tonnes de granulats y sont produits chaque année.
Toute la production, du concasseur primaire au chargement des camions, est automatisée.

## Géologie

### Histoire géologique
Il y a 380 millions d'années, le site est occupé par un ensemble de lagunes calmes, au fond desquelles tombent des débris riches en calcaire et des argiles. Plus précisément, la formation du mont d'Haurs comprend une alternance de niveaux composés de coraux et de stromatopores issus d'une barrière récifale située plus au nord et de calcaires fins, suivis de calcaires riches en gastéropodes. La formation de Fromelennes, quant à elle, se compose de calcaires à stromatopores, de shales et de calcaires noduleux se déposant dans des milieux peu profonds où l'évaporation est forte et de calcaires plus riches en coraux ou plus argileux indiquant une réouverture progressive du milieu : la mer s'avance.
En cinq millions d'années, les dépôts atteignent 500 mètres d'épaisseur. La pression énorme qui en résulte transforme ces sédiments en roche, le calcaire bleu. l'épaisseur est alors réduite à 250 mètres.
Entre -315 et -295 millions d'années, lors de la phase asturienne de l'orogenèse varisque se forment les Ardennes. La carrière se situe sur la bordure nord de cette chaîne. 
À partir de -315 millions d'années, la montagne s'érode jusqu'à obtenir une surface plate. Pendant 10 millions d'années environ, le calcaire est mis au jour. De l'eau s'infiltre dans les failles, les limites de couche, dissout la roche et forme des cavités karstiques, remplies par les sédiments continentaux lacustres et alluviaux apportés par l'eau de ruissellement : des graviers, des sables et grès ferrugineux, de lignites et d'argiles. Ils contiennent des fossiles datés de -110 millions d'années.

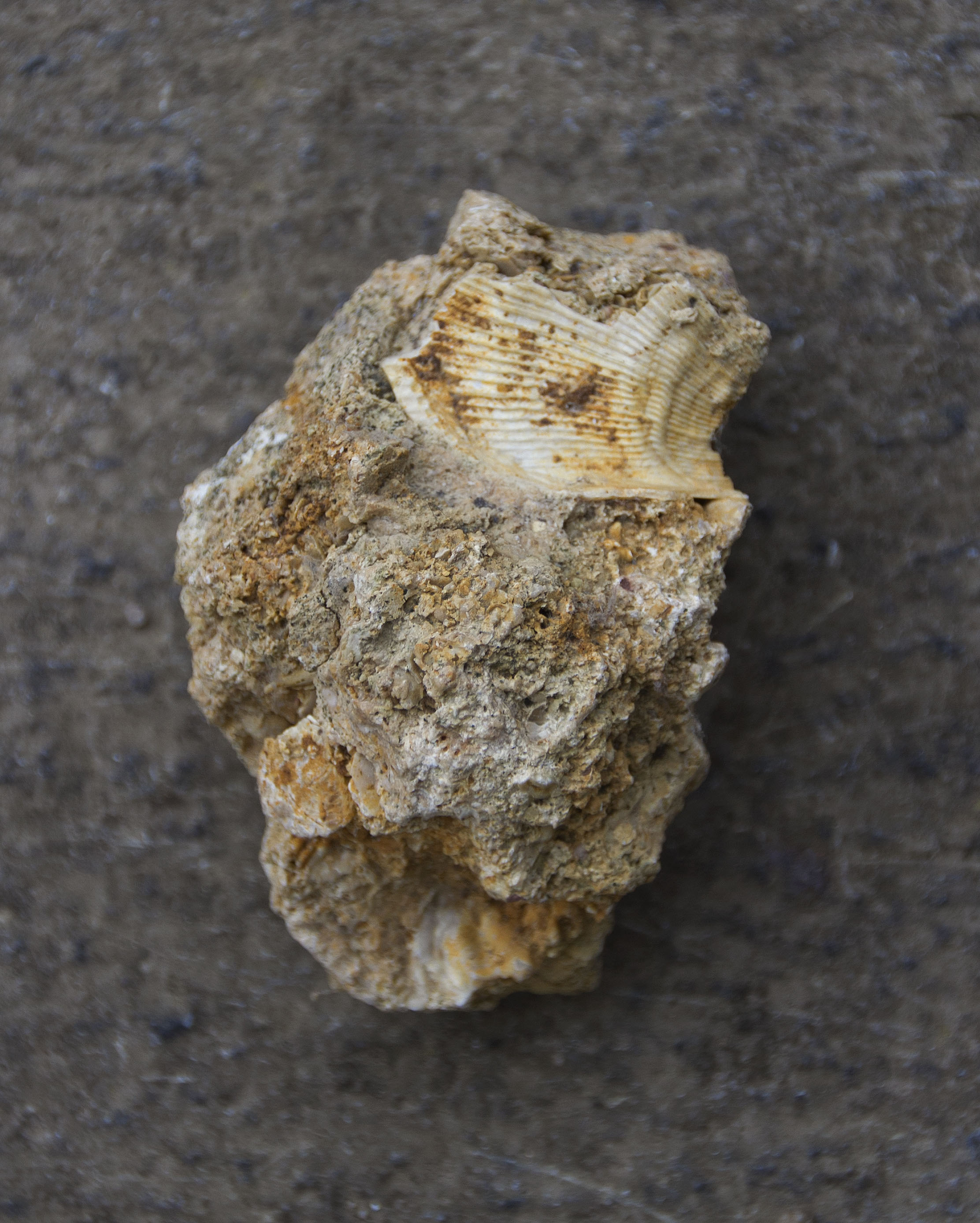
Sarrasin de Bettrechies.

La mer envahit le secteur il y a 95 millions d'années. Des sédiments qui donneront le sarrasin de Bettrechies se déposent. Un approfondissement de la mer entraîne le dépôt de marnes et de craies. La mer se retire. La craie est érodée. Les résidus d'érosion et de dissolution forment des limons de surface. De -150 000 ans à -10 000 ans environ, lors de la dernière glaciation, le vent dépose des limons.

### Importance géologique
La carrière de Bellignies est considérée comme un site géologique remarquable grâce à la présence de divers éléments. Le calcaire bleu noir fortement plissé, daté du Givétien il y a 380 millions d'années, est recouvert de roches, datées de -95 Ma, déposées horizontalement lors du Crétacé, formant ainsi une discordance. Des cavités karstiques, comblées de sédiments continentaux à faciès wealdien comprenant des sables et des argiles déposés vers -110 Ma, constituent une autre curiosité du site. L'un des fronts présente également un couple anticlinal-synclinal de dimension kilométrique.
La carrière offre enfin l'un des deux derniers affleurements de tourtias, les coupes décrites dans les bassins houillers du Nord-Pas-de-Calais et de Wallonie étant devenues inaccessibles.
Elle est ainsi l'objet de nombreuses publications scientifiques.
Grâce à ce caractère géologique remarquable, le site de la carrière de Bellignies est repris par l'État dans la stratégie nationale de création des aires protégées terrestres métropolitaines.

## Richesse du patrimoine naturel
La carrière de Bellignies abrite un couple reproducteur de hiboux grands-ducs.
Des déblais composés de marnes sont déposés autour de la cavité. Actuellement boisés, ils pourraient présenter une flore identique à celle de la réserve naturelle régionale de la carrière des Nerviens s'ils étaient, au moins partiellement, rouverts.